# Дреговичі
Дреговичі (д.-рус. Дреговичи) — одне із східнослов'янських племен (союзів племен), яке жило між Прип'яттю і верхів'ям річки Західна Двіна. Згадуються у «Повісті минулих літ».

## Етимологія
Назва цього племені пов'язана зі словами «дрягва», «дрега» — болото: д.-рус. сѣдоша межи Припѣтью и Двиною...и наркошас̑  Дреговичи, себто мешкали між річками Прип'ять та Західна Двіна (див. «Прип'ятські болота»). Вважають, що назва дреговичів вказує на характер місцевості, де жило це плем'я, що є вкрай малоймовірним, а почасти й сумнівним через суфікс та побудову слова. Назва дав.-рус. "дрєговичи" є множиною від дав.-рус "дреговичь", що у свою чергу складається з кореня дав.-рус. "дрєг" + "ичь" патрональний суфікс. Цей же суфікс зустрічаємо у формах по батькові Святославич, Ігоревич тощо. Сама структура назва племені "дреговичи" вказує на її походження від імені, ймовірно скороченої форми як це є у випадках з іншими племенами: вятичи, кривичи, радимичи, уличи тощо. У той же час імена племен утворені від місцевостей мають суфікс -яни/ани/іни як от; деревляни, словіни, слов'яни, поляни, сіверяни, вісляни, мазовшани, хорутани. Якби назва "дреговичи" була б утворена від місцевости, то вглядала б як "дреговляни" чи "дрежани", що ніде не зафіксовано.

## Історія
Найбільшими містами дреговичів були Турів, Мозир, Клецьк, Слуцьк та ін.. Землі дреговичів становили самостійне князівство з центром у м. Турові. У 10 ст. це князівство увійшло до складу Київської Русі. Київський князь Володимир Святославич під час поділу Русі на уділи більшу частину землі дреговичів включив до Турово-Пінського князівства, південно-західна частина відійшла до Полоцького князівства.
Дреговичі разом з радимичами, кривичами, ятвягами утворили білоруський народ; а частина дреговичів увійшла до складу формування українського народу.
За археологічними даними, дреговичі — землеробське населення, яке займалося також промислами й ремеслами (обробка заліза, гончарство тощо). Відомо багато пам'яток дреговичів 9-10 ст. (залишки поселень, курганні могильники з трупоспаленнями). В курганах дреговичів 11-12 ст. виявлено поховання з трупопокладаннями іноді в труні або в зрубі з двосхилим дахом.
Востаннє дреговичі згадуються літописом під таким племінним ім'ям у 1149 році.